# KK Partizan
Košarkaški klub Partizan, serbisk kyrilliska: "Кошаркашки клуб Партизан", engelska: Basketball Club Partizan) är en professionell basketklubb i Serbien, som ingår i Belgrad-baserade Partizan.

## Meriter

### Nationella meriter

#### Ligaspel
- Serbiska ligan

Etta (6): 2007, 2008, 2009, 2010, 2011, 2012
Tvåa (0):
- Serbisk-montenegrinska ligan

Etta (9): 1992, 1995, 1996, 1997, 2002, 2003, 2004, 2005, 2006
Tvåa (4): 1993, 1994, 2000, 2001
- Yugoslav League

Etta (4): 1976, 1979, 1981, 1987
Tvåa (10): 1949, 1950, 1951, 1963, 1966, 1978, 1982, 1988, 1989, 1991

#### Cuper
- Serbiska cupen

Etta (5): 2008, 2009, 2010, 2011, 2012
Tvåa (1): 2007
- Serbisk-montenegrinska cupen

Etta (6): 1992, 1994, 1995, 1999, 2000, 2002
Tvåa (5): 1993, 1996, 1997, 2001, 2005
- Jugoslaviska cupen

Etta (2): 1979, 1989
Tvåa (2): 1962, 1973

#### Regionala internationella turneringar
- Adriatic League

Etta (5): 2007, 2008, 2009, 2010, 2011
Tvåa (2): 2005, 2006

#### Europeiska turneringar
- Euroleague

Etta (1): 1992
Tvåa (0):
- Korać Cup

Etta (3): 1978, 1979, 1989
Tvåa (1): 1974